# Sedlice (district de Prešov)
Pour les articles homonymes, voir Sedlice.
Sedlice est un village du district de Prešov, dans la région de Prešov, en Slovaquie.

## Histoire
La première mention écrite du village date de 1330.

## Démographie

### Évolution de la population
| Année:               | 1994. | 2004.   | 2014.   | 2024.    |
| -------------------- | ----- | ------- | ------- | -------- |
| Nombre de personnes: | 1017  | 1040    | 1057    | 939      |
| Différence:          |       | +2,26 % | +1,63 % | -11,16 % |

| Année:               | 2023. | 2024.   |
| -------------------- | ----- | ------- |
| Nombre de personnes: | 956   | 939     |
| Différence:          |       | -1,77 % |